# Горст Малер
Горст Малер (нім. Horst Mahler; 23 січня 1936, Гаунау, Нижня Сілезія — зараз Хойнув, Польща — 27 липня 2025, Берлін) — німецький правий радикал, неонацист; колишній адвокат; багато разів засуджений за розпалювання міжнаціональної ворожнечі, тероризм та грабіж.

## Біографія
У 1970-1988 перебував у лавах «Фракції Червоної Армії». У 1970 був арештований за співучасть в організації пограбувань банків і втеч із в'язниці. У 1970-1980 роках сидів у в'язниці. У 1970 і в 1988 був адвокатом на процесах проти членів «Фракції Червоної Армії». Також представляв у суді дружину убитого поліцейським Бенно Онезорга. У 1970 році разом з членами РАФ перебрався до Йорданії. 8 жовтня 1970 був затриманий в Берліні і пізніше засуджений до 14 років ув'язнення за звинуваченням у пограбуванні банку і звільнення ув'язненого Баадера. Його захист взяв на себе майбутній міністр внутрішніх справ Отто Шилі. У 1980 році завдяки старанням його тодішнього адвоката, майбутнього канцлера ФРН Герхарда Шредера, Малер був достроково звільнений. В 1987 Верховним судом ФРН Малеру було знову дозволено займатися адвокатською діяльністю. У цьому процесі його інтереси представляв також Г. Шредер.
У 2000 році став юридичним консультантом Національно-демократичної партії Німеччини, проте вже в 2003 вийшов з партії. Від Малера часто чули антисемітські висловлювання, за що його засуджували до різних термінів ув'язнення:
- 23 листопада 2007 був засуджений у Німеччині до шести місяців ув'язнення.
- Наприкінці лютого 2009 був засуджений в Мюнхені до шести років ув'язнення без можливості дострокового звільнення.
- 11 березня 2009 73-річний Малер був засуджений у Потсдамі до додаткових п'яти років ув'язнення за заперечення Голокосту.

19 березня 2009 його дружина Сільвія Штольц, колишній викладач університету і адвокат, також була засуджена до тюремного ув'язнення «за заперечення голокосту».
Хорст Малер у статті під заголовком "Історики і вчені підтримують погляди іранського президента на Голокост" заявив: "Голокосту ніколи не було. Це найбільша брехня в історії" (нім. "der Holocaust hat nie stattgefunden. Er ist die größte Lüge der Geschichte.").
Коли Хорста Малера засудили до шести років тюремного ув'язнення за підбурювання до расової ненависті нім. Volksverhetzung, журналісти відмітили символічність значної кількості років, введених для "антисемітської ненависті", що випливала з його відмови визнати Голокост, який він охарактеризував як "найбільшу брехню у світовій історії" (шість слів англ. "the biggest lie in world history").
У своєму заключному слові на суді Малер зазначив, що разом з іншою справою, яка розглядається проти нього, він отримає в загалом понад 12 років у в'язниці — еквівалент довічного ув'язнення, з огляду на його похилий вік. Він, проте, буде дотримуватись своїх поглядів: "Я вирішив назвати брехню брехнею":

| Я скажу правду, тобто те, що я розумію під правдою: Голокосту ніколи не було. Через це не існує й жодних доказів. Є лише вбиті в наші голови єврейськими мас-медіа голослівні твердження про те, що Голокост був. І той, хто вірить їм, не перевіривши фактів, чинить злочин проти німецького народу. |
При визначенні особистого прикладу, Малер заявив, що він зобов'язує кожного німця на "завдати смертельного удару релігії Голокосту, подібно мученикам за правду"
Відповідач-дисидент на закінчення сказав: 
| Я вирішив викрити це талмудичне віроломство, тож знову й знову, я буду називати брехню брехнею і протиставляти їй правду. Я поклявся моєму народові ніколи не здаватися у боротьбі проти релігії Холокосту"[10]. |